# Darkelectro
Darkelectro is een substroming binnen de electronic body music (EBM) die zich kenmerkt door een nog grotere agressiviteit dan de originele EBM, en door met behulp van distortions vervormde schreeuwzang, die wel doet denken aan de "krijszang" binnen de black metal. Het genre wordt ook wel aangeduid als hellektro, aggrotech of harsh-EBM.
De eerste echte darkelectroband was de Deense formatie Leather Strip, die als eerste een grote dosis woede en agressie en vervormde zangstemmen in de muziek bracht. Vooral de albums Underneath the laughther en Solitary confinement kunnen als blauwdrukken van dit subgenre worden beschouwd. Leather strip maakte in 2005 een comeback met een nieuwe dubbelalbum en enkele ep's, die echter door hun gedateerde stijl moeilijk meer als darkelectro waren te categoriseren.
Hoewel Leather Strip binnen de eerste generatie werd beschouwd als een van de agressievere bands, bleek de groep bij de nieuwere generatie van grote invloed. De agressieve basslines en de vervormde zangstemmen werden gebruikt door deze nieuwere bands. De eerste belangrijke navolger was de Duitser Rudi Ratzinger met zijn project wumpscut:, en de Belg Johan van Roy met zijn project Suicide Commando. Later kwamen daar nog bands bij als Hocico, Grendel, Unter Null, Amduscia, Tactical Sekt, Aslan Faction en diverse andere. Het is een van de populairdere stromingen binnen de EBM.

## Bands
- Abortive Gasp
- Agonoize
- Amduscia
- Combichrist
- Flesh Field
- Grendel
- Hocico
- Psyclon Nine
- Suicide Commando